# Stożkówka sześciokątnozarodnikowa
Stożkówka sześciokątnozarodnikowa (Conocybe hexagonospora Métrod ex Hauskn. & Enderle) – gatunek grzybów z rodziny gnojankowatych (Bolbitiaceae).

## Systematyka i nazewnictwo
Pozycja w klasyfikacji według Index Fungorum: Conocybe, Bolbitiaceae, Agaricales, Agaricomycetidae, Agaricomycetes, Agaricomycotina, Basidiomycota, Fungi.
Autorami diagnozy tego gatunku są Georges Métrod, Anton Hausknecht i Manfred Enderle. Polską nazwę podaje internetowy atlas grzybów. Epitet gatunkowy jest tłumaczeniem nazwy naukowej.

## Morfologia
Kapelusz
Szerokość 4–20 mm, początkowo dzwonkowaty, później stożkowato-dzwonkowaty, dzwonkowato-wypukły, stożkowato-wypukły do wypukłego, z niewielkim garbkiem. Powierzchnia gładka lub lekko owłosion. Jest higrofaniczny, prążkowany do 1/3 prminienia i więcej, pomarańczowobrązowy, jasno ochrowobrązowy, jasno żółtawobrązowy lub miodowobrązowy, w środku ciemniejszy, do rdzawobrązowego, po wyschnięciu jasnożółty lub jasno żółtawoochrowy.
Blaszki
Wąsko przyrośnięte do prawie wolnych, średnio gęste lub rzadkie, L = 20–27, l = 1–3(–7), o szerokości do 3 mm, brzuchate, początkowo jasnobrązowe, później jasnobrązowe do rdzawobrązowych. Krawędzie drobno kłaczkowate.
Trzon
Wysokość 30–75 mm, grubość 1–2 mm, cylindryczny z maczugowatą podstawą, pusty. Powierzchnia lekko podłużnie owłosiono-prążkowana, początkowo biała z brązowawym odcieniem, później ciemniejąca od podstawy w górę, kremowa, ochrowa lub jasnobrązowa
Miąższ
W kapeluszu o grubości do 1,5 mm, białawy z ochrowobrązowym odcieniem, w trzonie ciemniejszy, bladobrązowy, jasnobrązowy u podstawy. Zapach i smak niewyraźne.
Cechy mikroskopowe
Zarodniki 8,5–12 × 5,5–7,5 × 5–6,5 µm, Qav = 1,48, wyraźnie sześciokątne. Podstawki 4-zarodnikowe, 14,5–19 × 7–9,5 µm, maczugowate, 4-zarodnikowe. Cheilocystydy w kształcie kręgli, 14,5–20 × 6–7,5 µm, z szyjką 3 × 1,5 µm i główką o szerokości 3-4 µm. Pleurocystyd brak. Kaulocystydy dwóch rodajów: kulisto-maczugowate, maczugowate i butelkowate, 9,5–22,0 × 5,5–7,0 μm i włoskowate, do 85,0 × 1,5–2,0 μm.
Gatunki podobne
Jest bardzo podobna do stożkówki soczewkowatozarodnikowej (Conocybe lenticulospora). Odróżnia się od niej wyraźnie sześciokątnymi zarodnikami (stożkówka soczewkowatozarodnikowa ma zarodniki lekko kanciaste lub szeroko elipsoidalne).

## Występowanie i siedlisko
Podano stanowiska stożkówki sześciokątnozarodnikowej w Europie i w azjatyckiej części Federacji Rosyjskiej. W Europie szeroko rozprzestrzeniony w regionach górskich. Brak tego gatunku w opracowanej w 2003 roku przez Władysława Wojewodę „Krytycznej liście wielkoowocnikowych grzybów podstawkowych Polski”, ale podano wiele jego stanowisk w późniejszych latach.
Naziemny grzyb saprotroficzny. Występuje samotnie lub w małych grupach na glebie wśród mchów w lasach liściastych i mieszanych, jesienią.